# І-250
І-250 (МіГ-13) — перший радянський суцільнометалевий одномісний швидкісний винищувач розробки ОКБ Мікояна і Гуревича. Був оснащений комбінованою силовою установкою, що включала в себе поршневий і мотокомпресорний повітряно-реактивний двигун. Всього було побудовано 28 літаків: 2 прототипа, 10 замовлені в червні 1945 для участі в параді 7 листопада і 16 замовлені ВМФ наприкінці 1946 року. Поставлені у ВМФ літаки отримали позначення МіГ-13.

## Завдання на розробку
Ескізний проект нової машини був затверджений НКАП 19 вересня 1944 р. одночасно з проєктом Су-5 розробки ОКБ П. О. Сухого. За розрахунками, при польотній масі 3500 кг винищувач І-250 з використанням ПРДК повинен був розвивати максимальну швидкість 825 км/год на висоті 7000 м, а висоту 5000 м набирати за 3 хвилини 54 секунди. Мінімальний час віражу з радіусом 253 м мав бути 19,7 с.

## Розробка
Провідним інженером на час його проектування і будівництва призначили А. А. Андрєєва. Літак отримав робочу назву І-250. Виходячи з розрахункових характеристик, винищувач І-250 в теорії повинен був нести оперативну службу з прикриття наземних частин з повітря і вести повітряні бої на середніх висотах.

## Перший І-250
- 30 листопада робочий проект літака був повністю завершений на підприємстві ОКБ-155.
- В лютому 1945 р. завершилася збірка першого примірника винищувача І-250 № 01.
- 3 березня 1945 р. перший І-250, пілотований льотчиком-випробувачем А. П. Дєєвим, вперше піднявся в повітря.

## Випробування

Схема рухової установки І-250

- «На цій машині в березні 1945 року була досягнута найбільша для того часу швидкість польоту — 825 кілометрів на годину». — С. И. Руденко, «Крылья Победы» — М., 1976, — с. 399.
- 8 квітня 1945 р. у третьому польоті на І-250 запустили ПРДК: на пікіруванні літак розвинув максимальну швидкість 710 км/год за приладами на висоті 5000 м. Однак, незважаючи на періодичні успіхи у випробуваннях, з ще більшою періодичністю відбувалися всякого роду поломки.
- 13 травня 1945 р. у черговому польоті з включеним ПРДК на висоті 6700 м була досягнута максимальна швидкість 809 км/год, близька до бажаної за завданням ДКО.
- 19 травня 1945 р. до випробувань приступає другий примірник І-250 № 02, а І-250 № 01 вдалося повторити досягнення тієї ж швидкості на 7000 м.
- 3 липня 1945 р. в 24-му польоті І-250 на висоті 6600 м льотчик А. П. Дєєв на літаку № 01 розвинув максимальну швидкість 820 км/год, а 4 липня на висоті 3000 м була досягнута швидкість 750 км/год. Таким чином, у порівнянні з кращими винищувачами того часу встановлення ПРДК дало приріст швидкості майже в 100 км/ч.
- У липні 1945 р. було вирішено побудувати дослідну серію з 10 машин І-250.

## Аварії і катастрофи
- 5 липня 1945 р. літак І-250 № 01 зазнав катастрофи над Центральним аеродромом ім. М. В. Фрунзе. Льотчик А. П. Дєєв загинув. За спідобарограмою вдалося з'ясувати, що при зниженні з 600 м до 200 м літак І-250 № 01 розвинув швидкість 655 км/год.
- 18 жовтня 1945 р. льотчик-випробувач А. Н. Чернобуров здійснив вимушену посадку в районі Кунцево-Філі. Літак І-250 № 02 вдалося відремонтувати.
- 12 липня 1946 р. сталася пожежа через дефект у двигуні, в результаті чого льотчику довелося в аварійному порядку сідати на аеродромі в Люберцях. Літак І-250 № 02 отримав значні пошкодження і не був відновлений.

## Серійне виробництво
Випуск 10 примірників винищувача І-250 був покладений на завод № 381 В. І. Журавльова. Забезпечували завод № 381 наступні підприємства: ОКБ-155, завод № 26, завод № 466, ЦІАМ, завод № 150, завод № 124, 12-е ГУ НКАП, 1-е, 3-є, 12-е, 18-е ГУ Головпостача. У грудні 1945 р. був виготовлений перший серійний І-250. На травень вже 1946 р. літаки серії знаходилися в наступному стані:
- № 3810101 — зібраний 25 грудня 1945 р. з макетним мотором, використовувався як еталон для монтажу ВМГ;
- № 3810102 — зібраний у січні, мотор подали 6 січня. Через руйнування лопаток компресора силову установку демонтовано і відправлено в ЦІАМ;
- № 3810103 — зібраний у лютому, мотор подали 26 січня. Виявлена стружка в маслофільтрі, силову установку демонтовано і відправлено в ЦІАМ;
- № 3810104 — зібраний у березні, мотор подали 7 березня, але без компресора. Двигун ВК-107Р підлягав заміні на кондиційний;
- № 3810105 — зібраний у березні, мотор подали 8 березня також без компресора;
- № 3810106, № 3810107, № 3810108 і № 3810109 - знаходились в процесі остаточної зборки, припиненою через відсутність моторів;
- № 3810110 — перебував на стадії агрегатного стапельного складання.

У підсумку 2 машини були передані в НДІ як дослідні зразки, а 30 жовтня 1946 р. всі вісім літаків дослідної серії, нарешті, здали представниками ВПС. Літаки надійшли на озброєння ВПС Північного і Балтійського флотів.

## Цікаві факти
- Впровадження у виробництво І-250 йшло дуже важко і повільно в силу багатьох причин, серед яких були: часті поломки, неузгоджені дії ланок виробництва, невідповідність наявного і необхідного якості виробництва, брак комплектуючих та матеріалів, нестача робочої сили, відключення електрики.
- Застосування ПРДК було можливе не більше 10 хвилин.
- Багато льотчиків негативно ставилися до літака І-250.
- Замість продовження робіт по І-250 було вирішено продовжувати розробку І-300 (Міг-9)
- Не виявлено жодних документів, де винищувач іменували б МіГ-13. Літак скрізь проходив виріб «М», І-250, МіГ з ПРД і мотором ВК-107Р або МіГ з ВК-107Р і ПРДК ЦІАМ, або у вигляді подібних формулювань, включаючи МіГ-3 з ПРД.

## Технічні характеристики МіГ-13
У 1945 році створено експериментальний літак І-250 (Н), випущений потім невеликою серією (МіГ-13). І-250(Н) — низькоплан суцільнометалевої конструкції з прямим, низькорозташованим, однолонжеронним, трапецієподібної форми крилом і шасі, що прибирається в польоті. Амортизація — повітряно-масляна. Бронювання складалося з бронеспинки і прозорого бронескла спереду і ззаду пілота. Особливість цього літака — комбінована силова установка Е-30-20: був застосований ПД ВК-107Р з відбором частини потужності через подовжений вал для приводу осьового компресора ПРДК (2560 к. с.), встановленого за кабіною льотчика, з випуском газів через регульоване сопло в хвостовій частині фюзеляжу. Паливо загальною ємністю 570 л. розміщувалося в трьох м'яких паливних баках. Ємність масляного бака становила 62 л (заливалося 48 л), а ємність системи охолодження — 79 л. Обладнання складалося з 16 приладів — на момент виробництва — багато. На озброєнні було три 20-мм гармати Б-20 і приціл ПБП-1А.

## Тактико-технічні характеристики
Наведені дані І-250.
Технічні характеристики
- Екіпаж: 1 пілот
- Довжина: 8,185 м
- Розмах крила: 9,5 м
- Висота:
- Площа крила: 15 м²
- База шасі: 4,995 м
- Колія шасі: 2,75 м
- Маса порожнього: 2587 кг
- Нормальна злітна маса: 3680 кг
- Маса палива у внутрішніх баках: 450 кг
- Об'єм паливних баків: 620 л
- Силова установка:
  - Реактивні двигуни: 1 ×  ПРДК
  - Гвинтові двигуни: 1 × рідинного охолодження ВК-107Р
    - Потужність двигунів: 1 × 1650 к. с. (1 × 1214 кВт (злітна))
    - Повітряний гвинт: АВ-5Б
    - Діаметр гвинта: 3,1 м

  - Еквівалентна потужність: 2500 к. с. (1839 кВт) на висоті 7000 м
    - в тому числі ПРДК: ~1350 к. с. (993 кВт)

Льотні характеристики
- Максимальна швидкість: 620 км/год біля землі
  - на висоті: 825 км/год на 7 000 м
- Посадкова швидкість: 150 км/ч
- Практична дальність: 920 км
  - без ПРДК: 1380 км
- Практична стеля: 11 960 м
  - без ПРДК: 10 500 м
- Час набору висоти:
  - 5 000 м за 3,9 хв
- Навантаження на крило: 245,3 кг/м²
- Довжина розбігу: 400 м
- Довжина пробігу: 515 м

Озброєння
- Стрілково-гарматне: 3 × 20 мм гармати Б-20 по 160 патр. на ствол